# Lijst van voormalige windmolens in Limburg (Nederland)
Dit is een lijst van voormalige windmolens in de Nederlandse provincie Limburg.
| Naam                  | Plaats   | Gemeente          | Provincie | Type molen               | Functie                   | Zichtbare restanten | Huidig gebruik   | Foto        |
| --------------------- | -------- | ----------------- | --------- | ------------------------ | ------------------------- | ------------------- | ---------------- | ----------- |
| Kepelse Meule         | Roermond | Roermond          | Limburg   | beltmolen                | korenmolen                | romp                | in herbouw       |             |
| Windmolen van Banholt | Banholt  | Eijsden-Margraten | Limburg   | grondzeiler              | korenmolen                | romp                | mogelijk herbouw |             |
| Overhekermolen        | Klimmen  | Voerendaal        | Limburg   | beltmolen                | korenmolen                | romp                |                  |             |
| Torenmolen van Well   | Well     | Bergen            | Limburg   | torenmolen               | korenmolen                | romp                |                  |             |
| Hafmansmolen          | Horst    | Horst aan de Maas | Limburg   | zetelkruier              | korenmolen                | verdwenen           |                  |             |
| Zeldenrust            | Thorn    | Maasgouw          | Limburg   | beltmolen                | korenmolen                | romp                | woning           |             |
| Goofersmolen          | Blerick  | Venlo             | Limburg   | standerdmolen            | korenmolen                | verdwenen           |                  |             |
| Jansens Standerdmolen | Velden   | Venlo             | Limburg   | standerdmolen            | korenmolen                | verdwenen           |                  |             |
| Maagdenbergsmolen     | Venlo    | Venlo             | Limburg   | standerdmolen            | korenmolen                | verdwenen           |                  |             |
| Molen Van der Steen   | Venlo    | Venlo             | Limburg   | stellingmolen            | korenmolen, houtzaagmolen | verdwenen           |                  |             |
| Peetersmolen          | Venlo    | Venlo             | Limburg   | beltmolen                | korenmolen                | verdwenen           |                  |             |
| Sint-Antoniusmolen    | Blerick  | Venlo             | Limburg   | stellingmolen            | korenmolen                | verwoest            |                  |             |
| Villegerveldsmolen    | Venlo    | Venlo             | Limburg   | grondzeiler, beltmolen   | korenmolen, oliemolen     | verdwenen           |                  |             |
| Molen Jacobs          | Milsbeek | Gennep            | Limburg   | beltmolen                | korenmolen                | romp                | kantoor          |             |
| Poldermolen           | Milsbeek | Gennep            | Limburg   | ronde stenen grondzeiler | poldermolen               | romp                |                  |             |
| Linnermolen           | Linne    | Maasgouw          | Limburg   | beltmolen                | korenmolen                | romp                | woning           | Linnermolen |